# Huddersfield Town FC
Huddersfield Town este un club de fotbal din Huddersfield, Anglia, care evoluează în Football League One.